# Gordon Richards
Sir Gordon Richards, né le 5 mai 1904 à Telford en Angleterre et mort le 10 novembre 1986 à Kintbury, est un jockey britannique, considéré comme l’un des plus grands de l’histoire des courses avec ses 26 titres de champion jockey.

## Biographie

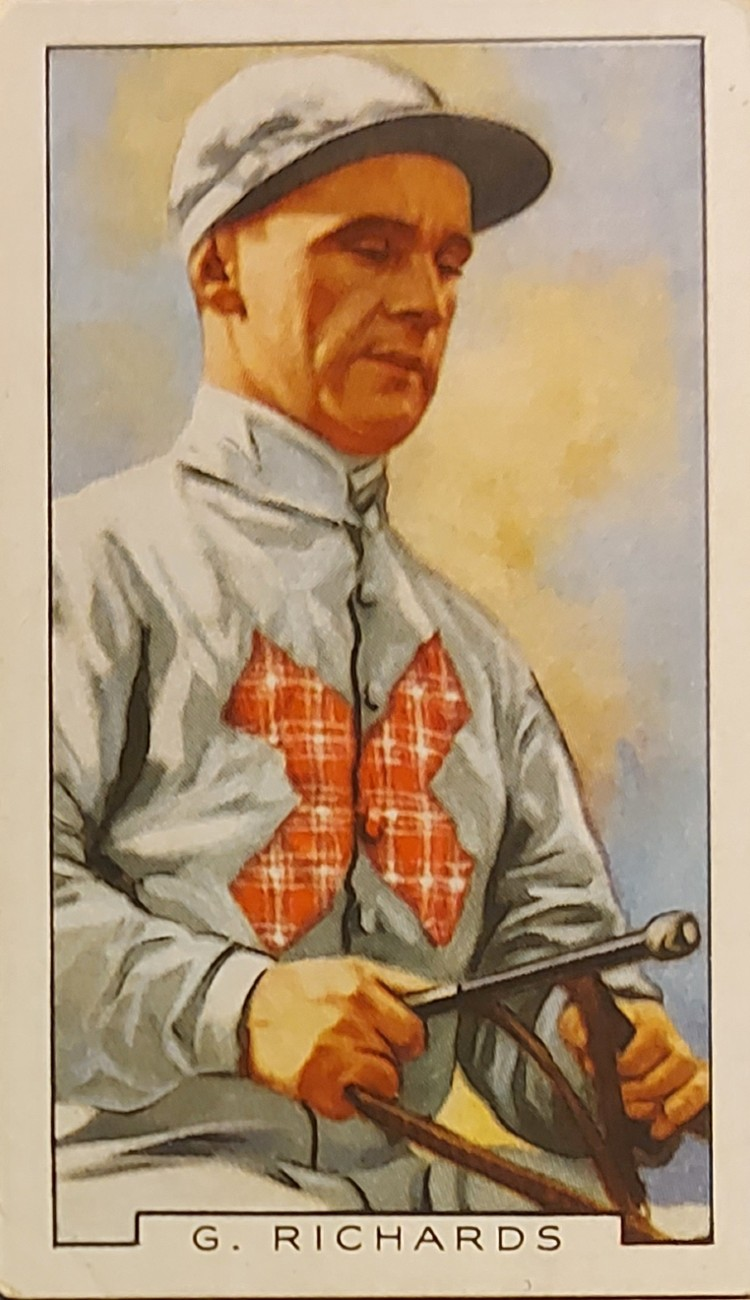

Né dans un village du Shropshire, fils d'un mineur et d'une ancienne couturière, Gordon Richards et ses frères Colin et Clifford apprennent à monter à cheval grâce à leur père, qui élève quelques poneys. Tous trois deviendront jockeys, et Gordon dira plus tard qu'il doit son style de monte unique à cet apprentissage familial. Il quitte l'école à 13 ans, devient apprenti dans la société minière où travaille son père, mais bien vite le désir des chevaux emporte tout et, à 16 ans, répondant à une petite annonce, il quitte le foyer familial pour devenir apprenti chez l'entraîneur Martin Hartigan à Foxhill Stable, dans le Wiltshire. Martin Hartigan repère rapidement son talent et le lance en compétition fin 1920. Gordon Richards remporte sa première course en mars 1921 et quitte Foxhill Stables en 1924 pour devenir premier jockey du Capitaine Thomas Hogg, basé lui aussi dans le Wiltshire. Il devient champion jockey dès l'année suivante, avec 118 victoires, malgré une tuberculose contractée en début d'année. Vingt-cinq titres suivront, un score inégalé et sans doute inégalable.
EN 1931, Gordon Richards, qui a obtenu ses galons classiques avec Thomas Hogg, s'associe au plus grand entraîneur de l'époque, Fred Darling. Le duo règne sans partage sur les courses anglaises, et quand Darling se retire, c'est Noel Murless, le nouveau cador du turf anglais, qui fait appel à ses services. C'est dire si Gordon Richards ne laisse que des miettes à ses rivaux, accumulant les victoires classiques et les titres de champion jockey, et sans jamais quitter l'Angleterre. Pourtant la plus prestigieuse des courses anglaises se refuse au plus grand des jockeys : Richards doit attendre 1953 pour remporter son premier et unique Derby d'Epsom, en selle sur Pinza, un pensionnaire de Noel Murless. La même année, il devient le premier, et seul à ce jour, jockey anobli par la Reine, mais l'année suivante (qui voit le jeune Lester Piggott, 18 ans, remporter son premier Derby, lui qui deviendra le meilleur jockey anglais pour les décennies à venir), il se blesse et doit se retirer des pelotons, après 4 870 victoires (en 21 843 montes), soit le record du nombre de victoires en Angleterre, jamais battu depuis. Il devient alors entraîneur, connaissant un certain succès, notamment avec la casaque de Michael Sobell et Lord Weinstock, de Ballymacoll Stud. Il doit toutefois cesser ses fonctions fin 1970, tout en restant manager de cette écurie dont les effectifs sont confiés à Dick Hern.
Gordon Richards s'éteint en 1986, d'une crise cardiaque. Dans sa liste des 100 personnalités qui ont fait les courses au XXe siècle parue dans le Racing Post, l'historien des courses John Randall le classe à 17ème place. Il est par ailleurs classer premier de la liste des 50 meilleurs jockeys du siècle par la même publication. Chaque année, les Gordon Richards Stakes, un groupe 3 disputé fin avril à Sandown Park, lui rendent hommage.

## Palmarès sélectif

### Comme jockey
- Derby d’Epsom – 1 – Pinza (1953)
- Oaks – 6 –  Rose of England (1930), Sun Chariot (1942)
- 2000 Guinées – 3 – Pasch (1938), Big Game (1942), Tudor Minstrel (1947)
- 1000 Guinées – 3 – Sun Chariot (1942), Queenpot (1948), Belle of All (1951)
- St Leger – 5 – Singapore (1930), Chulmleigh (1937), Turkhan (1940), Sun Chariot (1942), Tehran (1944)
- Sussex Stakes – 8 – Marconigram (1928), Corpach (1936), Pascal (1937), Radiotherapy (1946), Combat (1947), Krakatao (1949), Le Sage (1951), Agitator (1952)
- Dewhurst Stakes – 6 – Sultan Mohamed (1936), Fettes (1940), Effervescence (1943), Migoli (1946), Royal Forest (1948), Pinza (1952)
- Middle Park Stakes – 6 – Medieval Knight (1933), Scottish Union (1937), Khaled (1945), The Cobbler (1947), Abernant (1948), Royal Challenger (1953)
- Ascot Gold Cup – 5 – Felicitation (1934), Owen Tudor (1942), Ujiji (1943), Umiddad (1944), Aquino (1952)
- Champion Stakes – 5 – Cameronian (1932), Chatelaine (1933), Big Game (1942), Nasrullah (1943), Migoli (1947)
- July Cup – 5 – Myrobella (1933), Abernant (1949, 1950), Hard Sauce (1951), Devon Vintage (1953)
- St. James’s Palace Stakes – 3 – Tudor Minstrel (1947), Faux Tirage (1959), King's Bench (1952)
- Goodwood Cup – 2 – Brulette (1932), Loosestrife (1934)
- Coronation Cup – 2 – His Grace (1937), Scottish Union (1939)
- Eclipse Stakes – 1 – Pasch (1938)
- Coronation Stakes – 1 – Belle of All (1951)
- Nunthorpe Stakes – 4 – Portobello (1939), Abernant (1949, 1950), Royal Serenade (1952)
- King George VI and Queen Elizabeth Diamond Stakes – 1 – Pinza (1953)

### Comme entraîneur
- Middle Park Stakes – 1 – Pipe of Peace (1956)
- St. James’s Palace Stakes – 1 – Reform (1967)
- Sussex Stakes – 1 – Reform (1967)
- Champion Stakes – 1 – Reform (1967)
- Queen Elizabeth II Stakes – 1 – Reform (1967)